# Железнодорожная филокартия
Железнодорожная филокартия — коллекционирование открыток (кроме почтовых маркированных, так называемых почтовых карточек), посвящённых железнодорожной тематике.

## Объекты коллекционирования
Коллекционируют открытки на железнодорожную тему следующих типов:
- немаркированные без почтовой марки с рисунком на оборотной стороне;
- маркированные художественные с почтовой маркой на адресной стороне и рисунком на оборотной стороне;
- маркированные гербовые с почтовой маркой и гербом страны с чистой оборотной стороной;
- двойные маркированные гербовые почтовые карточки с оплаченным ответом[1][2].

Обычно они изготовлены из плотной мелованной, офсетной или фотографической бумаги стандартного формата: 9 × 14 или 10,5 × 14,8 см.

## Железнодорожная филокартия вРоссийской империи
Как вид почтового отправления открытое письмо (открытка) впервые введено в обращение в октябре 1869 в Австро-Венгрии, а с 1 января 1872 года открытки появились и в России. Описания и уменьшенные изображения образцов всех открытых писем, выпущенных в России за период 1872—1917 годов, приведены в «Каталоге почтовых марок и цельных вещей» Ф. Г. Чучина.
На первых иллюстрированных (фотографических) открытках, датированных 18 ноября 1895 года, были изображены виды Москвы, показаны здания вокзалов и станций. По договору с МПС издатель А. С. Суворин получил монопольное право продажи своих изданий на всех железнодорожных станциях России, в специализированных магазинах и привокзальных киосках. Были выпущены большие серии, посвящённые архитектуре вокзалов, строительству Великого сибирского пути, Кругобайкальской железной дороге, подвижному составу, конке и другим железнодорожным объектам.

## Железнодорожная филокартия в СССР
Немаркированные художественные открытки по железнодорожной тематике в СССР выпускались следующими издательствами:
- «Советский художник»
- «Изобразительное искусство»
- «Планета»
- «Аврора»
- «Правда»

В 1985 году в издательстве «Советский художник» в серии «Люди труда в изобразительном искусстве» выпущен несброшюрованный альбом открыток «Железнодорожники». Альбом содержит двадцать четыре цветные репродукции с картин молодых советских художников.
В 1987 году издательство «Изобразительное искусство» выпустило набор из 16 открыток «Паровозы-памятники», на которых были запечатлены паровозы, установленные на почётных стоянках:
- Паровоз H2-293
- Паровоз С-245
- Паровоз Ов7024
- Паровоз У-127
- Паровоз Э-1441
- Паровоз ФД21-3000
- Паровоз ФД20-2610
- Паровоз Эл-2500
- Паровоз Ов-5109
- Паровоз Эш−4375
- Паровоз СО17-1613
- Паровоз Эу702-89
- Паровоз Су251-32
- Паровоз СО17-1000
- Паровоз ФДп20-578
- Паровоз П36-0120

На обложке открыточного набора был запечатлён паровоз машиниста П. Ф. Кривоноса Эу684-37.

## Железнодорожная филокартия в мире
Открытки с железнодорожной тематикой выпускаются во многих странах мира, однако специального учёта предметов железнодорожной филокартии в каталогах, за некоторым исключением, не ведётся.
- Трамвай, Лейпциг (1915)
- Железнодорожная пушка, Великобритания (ок. 1916—1918)
- Харьковский трамвай (1910-е)
- Тоннель линии метро, Нью-Йорк (1913)